# Fullerton (Trinidad y Tobago)
Fullerton es una localidad de Trinidad y Tobago, que forma parte de la región de Siparia.

## Geografía
La localidad abarca parte de la isla Trinidad y limita al norte con el golfo de Paria y Bonasse Village, al sur y este con Cedros y al oeste con Icacos.

## Demografía
Datos demográficos de la localidad de Fullerton:
| Gráfica de evolución demográfica de Fullerton entre 2000 y 2011 |
|                                                                 |